# 浦項地震

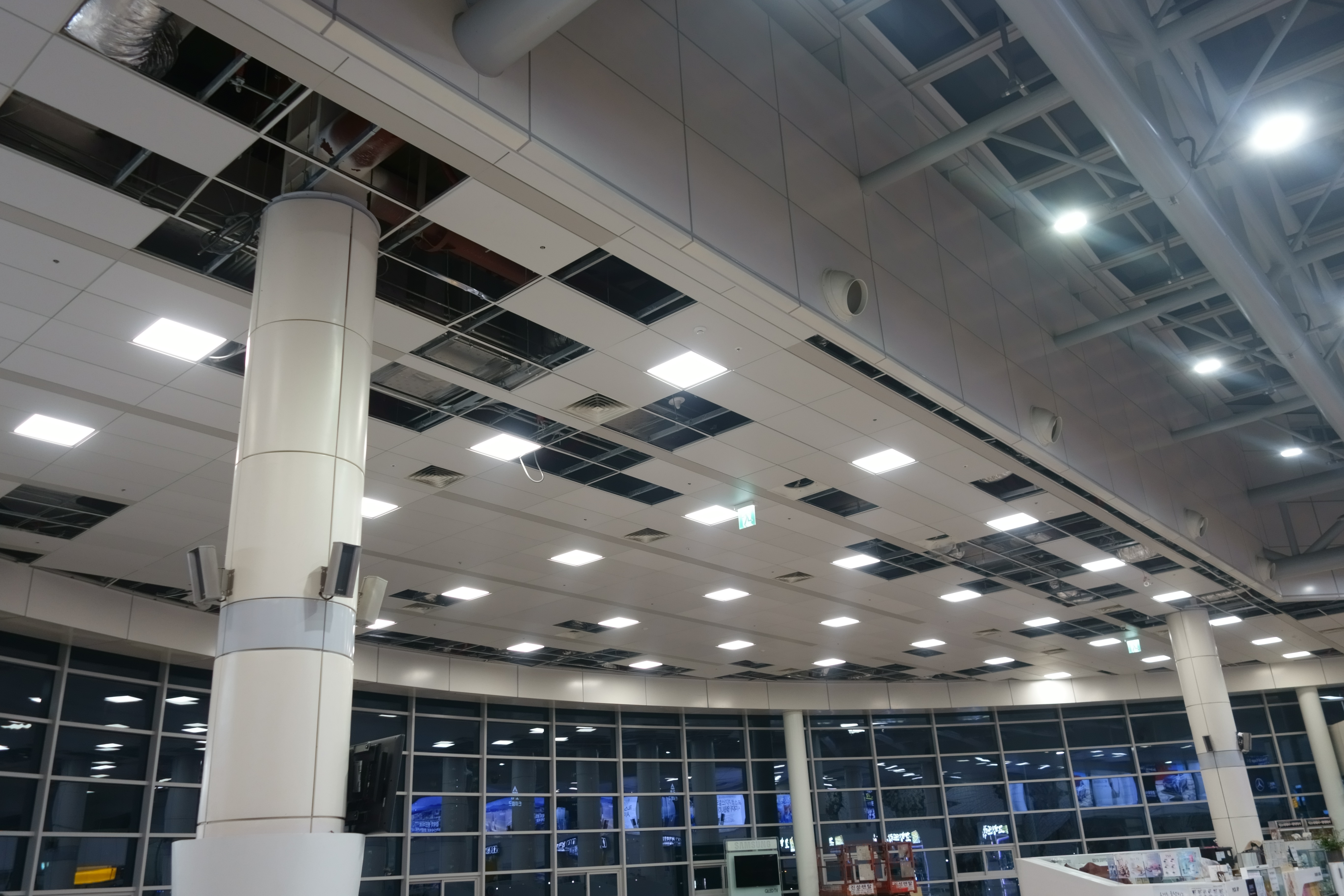
この地震により浦項駅の天井の一部が崩落した

浦項地震（ポハンじしん、朝: 포항 지진、英: Pohang earthquake）は、2017年11月15日14時29分（韓国標準時、UTC+9）に大韓民国慶尚北道浦項市北区を震央として発生した地震である。
地震の規模はリヒターマグニチュード・モーメントマグニチュードともに5.4で、韓国国内で発生した地震としては前年に発生した慶州地震と並び観測史上最大級の地震である。

## 概要
本震の発生時刻は14時29分31秒で、震央は浦項市北区興海邑の北東約2km、震源の深さは約9km、最大メルカリ震度はVIと推定されている。なお震央の位置は慶州地震から北北東に約40kmの位置である。地震は慶尚北道だけでなく、ソウル特別市をはじめとして江原道・慶尚南道・忠清北道、全羅北道など韓国の広範囲で観測された。
日本の九州北部や山口県でも揺れを観測し、対馬市で最大震度2を観測した。
この本震の7分前にMl 2.2とMl 2.6の地震が発生していた。
2018年2月11日午前5時3分、同じく浦項市北西部でマグニチュード4.6の地震が発生した。この地震の余震であると見なされる。

## 被害・影響

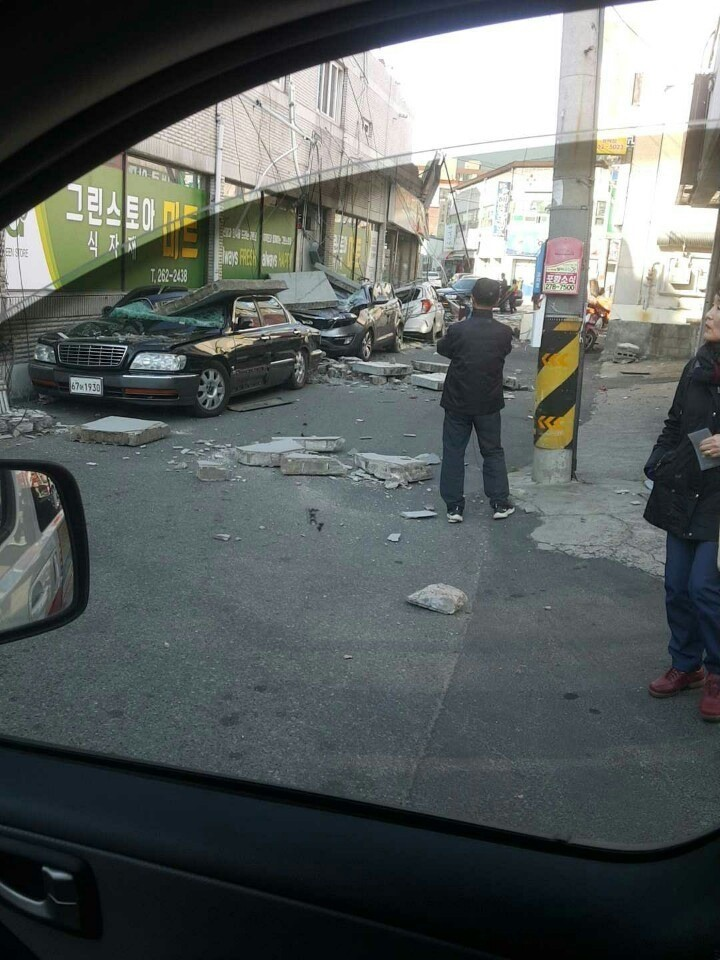
崩れた外壁は駐車車両に落下し、車は大破した。震源地の浦項市にて撮影。

15日夜までに、慶尚北道内で39人が負傷した。KTXの発着する浦項駅の天井の一部が崩落し、浦項市内には約10カ所の小規模火災が発生した。19日午前5時 (KST) 時点で、2000棟を超える家屋に被害が出ていると、中央災害安全対策本部は報告している。内1800件弱の報告は屋根への損傷であるが、52件で全壊、157件で深刻な損傷があるとされる。公共施設では、200を超える小中高の学校や80近くの官公庁、23の港湾でも何らかの被害が報告されている。
地震発生翌日の11月16日には大学修学能力試験が予定されていたが、韓国教育部は全国で延期を発表し、1週間遅れた11月23日に実施された。また18日に安養市総合運動場サッカー場で開催予定だった「2017 CHEER UP FOR YOU」も12月に延期された。

### 避難所
地震発生後、自宅に戻れなくなった1000人ほどの被災者は、市内の興海室内体育館をはじめとポスコ修練院などの避難所に入所。避難者は、その後、新たに確保した住居や韓国土地住宅公社の住宅に転居していった。しかしながら、地震発生1年経過した時点でもなお400人ほどが、様々な理由を抱えて興海室内体育館内に張られたテントに居住を続けている。
2年以上が経過した2019年12月時点でも、体育館にテントを張った状態で、被災者96世帯が生活を続けている。

## その後
政府の研究調査団は2019年3月、「浦項地熱発電所」の稼働が地震を誘発したとする調査結果を発表。これを受けて産業通商資源部は発電所の運用中止を決定した。